# Wegaf
Wegaf, auch Ugaf, war ein altägyptischer König (Pharao) der frühen 13. Dynastie (Zweite Zwischenzeit), der etwa im Zeitraum von 1759 bis 1757 v. Chr. regierte.

## Belege
Nach dem Königspapyrus Turin ist er der erste Herrscher der 13. Dynastie. Seine Regierungszeit betrug nur 2 Jahre, 3 Monate und 24 Tage. Zeitgenössische Denkmäler nennen nur einen König mit dem Thronnamen Chui-taui-Re, doch trägt ein von Objekten aus der 13. Dynastie bekannter Sobekhotep einen ganz ähnlichen Thronnamen: Sechem-Re-Chui-taui. Deshalb wird auch oftmals dieser Sobekhotep als erster Herrscher der 13. Dynastie angenommen (siehe auch: Sobekhotep II.)
Von Wegaf fand man eine dem Gott Dedwen gewidmete Sitzstatue aus der Festung Semna, eine Stele, die aus Mirgissa am 2. Katarakt stammt, sowie Stele und Reste einer Statue aus Karnak. Außerdem wird er auf einem Barkenuntersatz aus Medamud genannt, der aus der Zeit des Amenemhet VII. stammen soll, wenn man annimmt, dass dieser Herrscher seine Inschriften dort zuerst hat anbringen lassen.
Im Britischen Museum in London gibt es einen Skarabäus von einem „königlichen Siegler“ und „Großen Truppenvorsteher“ namens Wegaf. Der Name Wegaf ist nicht sehr häufig, so dass angenommen werden kann, dass dieses Objekt aus einer Zeit stammt, bevor Wegaf König wurde.